# ميغومي كوريهارا
ميغومي كوريهارا (31 يوليو 1984 في اليابان - ) (بالكانا:くりはら めぐみ) هي لاعبة كرة طائرة يابانية في مركز ضارب خارجي ‏. شاركت في الألعاب الأولمبية الصيفية 2008 والألعاب الأولمبية الصيفية 2004. ولعبت مع نادي زينيت كازان للكرة الطائرة.

## وصلات خارجية
- ميغومي كوريهارا على موقع الاتحاد الدولي beach volleyball database (الإنجليزية)
- ميغومي كوريهارا على موقع الاتحاد الأوروبي (الإنجليزية)
- ميغومي كوريهارا على موقع عالم الكرة الطائرة (الإنجليزية)
- ميغومي كوريهارا على موقع الدوري الياباني (سيدات) (اليابانية)
- ميغومي كوريهارا على موقع اللجنة الأولمبية الدولية (الإنجليزية)
- ميغومي كوريهارا على موقع أوليمبيديا (الإنجليزية)